# Марселиньо Кариока
Марселиньо Кариока е бразилски футболист. Той е член на залата на славата на Коринтианс. Той е един от най-успешните играчи на тима с 206 гола в 420 мача във всички турнири.

## Клубна кариера
Кариерата му започва във Фламенго. През 1994 преминава в Коринтианс, където играе 3 сезона, след което е закупен от Валенсия за 7 милиона долара. Там обаче той не успява да се наложи и изиграва едва 5 мача. След това се връща в Коринтианс и печели 2 титли на Бразилия(през 1998 и 1999). През 2001 се скарва с треньора Вандерлей Люксембурго и е даден под съд. Марселиньо губи делото и е освободен. След това играе за Сантос, Гамба Осака, Вашку да Гама, Ал Насър и Бразилензе. През 2006 отново облича екипа на Коринтианс. Година по-късно се скарва с Емерсон Леао и отново е освободен. След това отива в Санто Андре.